# 17520 Hisayukiyoshio
17520 Hisayukiyoshio este o planetă minoră (asteroid), cu un diametru de 12,09 km, din centura de asteroizi. A fost descoperită pe 23 ianuarie 1993 la Kitami de Kin Endate. 
Obiectul prezintă o orbită caracterizată de o semiaxă mare de 2,6117195 UAi, o excentricitate de 0,18, o înclinație de 12,48457 ° în raport cu ecliptica.